# 1489 Attila
För andra betydelser, se Attila (olika betydelser).
1489 Attila eller 1939 GC är en asteroid i huvudbältet, som upptäcktes den 12 april 1939 av den ungerska astronomen György Kulin i Budapest. Den har fått sitt namn efter Attila.
Asteroiden har en diameter på ungefär 26 kilometer.